# 152 mm морско оръдие Б-38
Б-38 е съветско корабно оръдие с калибър 152,4 mm, прието на въоръжение от ВМФ на СССР през 1940 г. Ограничено се използва в хода на Великата отечествена война във влакови установки върху лафети от 203,2-mm оръдия Кане. В следвоенния период с тези оръдия са въоръжени леките крайцери от типовете 68-К в триоръдейните установки МК-5 и 68-бис в триоръдейните установки МК-5бис. Също има планове за поставянето им на линейните кораби от проект 23 и тежките крайцери от проект 69 в двуоръдейните установки МК-4.

## Оценка на проекта
Според стандартите на 1940 г. Б-38 е отлично оръдие. То има достатъчна скорострелност, живучест, тежък снаряд и има превъзходни за своя калибър балистични характеристики. Но по мерките на 1950-те години, когато започват да влизат в строй крайцерите от проектите 68-К и 68-бис, въоръжени с тази арт-система, тя вече трудно може да се нарече съвременна. Основният недостатък на оръдието става ниската му скорострелност, следствие от използването на картузното зареждане. В много от западните флотове към този момент се появяват крайцери с много по-скорострелни оръдия. Американските леки крайцери от типа „Устър“ носят 152-mm автоматични оръдия Mark 16, даващи по 12 изстрела в минута на ствол. Британските крайцери от типа „Тайгър“ имат 152-mm оръдия Mark V със скорострелност до 20 изстрела в минута. Шведските крайцери тип „Тре Крунур“ и нидерландските „Де Зевен Провинсен“ имат в качеството на главен калибър 152-mm оръдия на шведския концерн „Бофорс“, чиято скорострелност достига 10 изстрела в минута. При това всички нови западни арт-системи обладават значителен ъгъл на възвишение и могат да водят и зенитен огън. Макар Б-38 и да превъзхожда своите западни аналози по далечина на стрелбата, системата им за управление на огъня не позволява да се реализира това им превъзходство.
Въпреки това оръдието Б-38 има и определени достойнства. Картузното зареждане позволява при необходимост да се стреля с непълни заряди, снижавайки по този начин износването на ствола, а значителната далекобойност е съществена при обстрели на брега. Именно за огнева поддръжка на десантите преди всичко, командването на ВМФ на СССР и съхранява в строй крайцерите от проекта 68-бис. Освен това мощната артилерия на крайцерите може да се използва и за неутрализацията на американските самолетоносачи и в периода на обостряне на международното напрежение крайцерите от проекта 68-бис нерядко съпровождат авионосните съединения на вероятния противник, държейки неговите кораби в зоната на ефективния обстрел. Така самото наличие на мощните и надеждни оръдия Б-38 позволява да се удължи кариерата на вече старите крайцери.

## Железопътните установки
През 1941 г. на железопътни 4-осни платформи са поставяни наличните в складовете морски 152-мм оръдия „Кане“ и корабните оръдия „Б-38“. Главната балка и броневото прикритие на транспортьора ТМ-1-152 по много повтарят ТМ-1-180. Погребите им, във вид на метални кутии, са разположени върху главната балка, за това боеприпасите се подават ръчно. Оръдията са поставени на лафетите от 203-мм/45 оръдия Кане. Щитовото прикритие представлява купола „МУ-2“ (с дебелина на челната броня от 50 мм, покрив и странична броня – 25 мм). Транспортьорите имат четири опорни „крака“, шарнирно скрепени с платформата. Всичко са построени 4 установки. Установките, произведени през 1941 г. са обозначени като „ТМ-1-152“, а през 1943 г. като „Б-64“. ТТХ на установките: калибър – 152,4 мм; маса на установката – 16,6 т дължина на ствола – 8,7 – 8,9 м, маса на ствола със затвора – 12 т; маса на снаряда – 48,5 – 55 кг; маса на заряда – 24 кг; начална скорост – 950 м/с; скорострелност – 6 – 7 изстрела в минута; далечина на стрелбата – 28 – 30 км, разчет на кулата – 10 души.